# クンターン駅

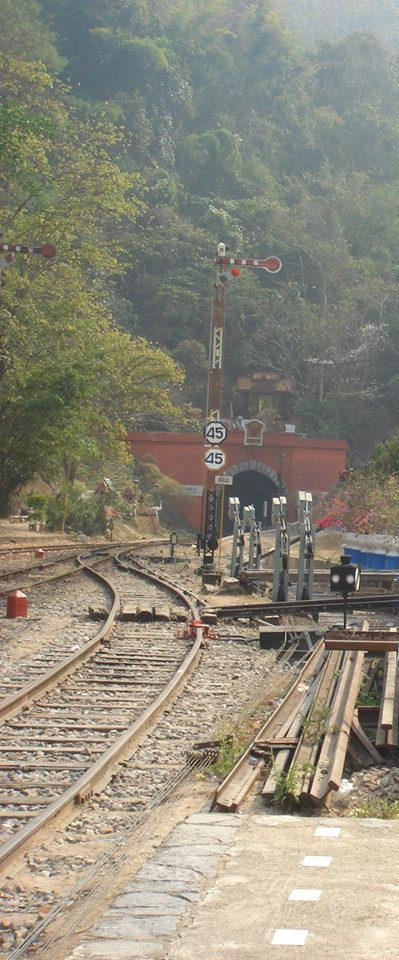
クンターン駅より見たクンターン・トンネル

クンターン駅（クンターンえき、タイ語:สถานีรถไฟขุนตาน）は、タイ王国北部ラムプーン県メーター郡にある、タイ国有鉄道北本線の駅である。

## 概要
クンターン駅はタイ王国北部にあり、ラムプーン県の人口約4万人が暮らすメーター郡にある。当駅はラムプーン県とラムパーン県の県境に位置し、首都バンコクから683.14km地点にあり、クルンテープ駅より特急列車で11時間30分程度である。特急停車駅ではあるものの、当駅の実質的な利用者数は極めて少なく、当駅が所在するメーター郡の代表駅としても機能しておらず、メーター郡の中心部の住民の多くはラムプーン駅を利用する。メーター郡中心部からの道路でのアクセスもラムプーン駅の方が便利である。当駅の利用者は駅周辺の住民以外は専らドイ・クンターン国立公園を訪れる観光客であり、乾季の観光シーズンには観光客で混雑することもあるが、それ以外の時期は年間を通して閑散としている。
ただし当駅では補機の増解結や対向列車の待機が行われるため、停車時間中に列車の乗客を相手に弁当その他の食品を販売する物売りたちで賑わっている。
当駅には2つのタイ国鉄No.1がある。第一は、タイ国鉄上最も標高の高い地点に位置する駅である。その標高値は578mである。
第二は、タイ国鉄上最も長いクンターン・トンネルの出口側（チエンマイ側）である。その全長は1,352.10mである。
二等駅であり特急列車も停車（全ての特急列車では無い）する駅でもある。1日当たり10列車（5往復）の発着があり、内訳は特急2往復、急行1往復、快速1往復、普通1往復である。また当駅を含むロッブリー駅より終点チェンマイ駅までは、単線区間である。

## 歴史
- 1918年7月1日【開業】メータンノイ駅 - クンターン駅（11.34km）
- 1922年1月1日【開業】クンターン駅 - チェンマイ駅（68.28km）

## 駅構造
単式及び島式2面の複合型ホーム3面3線をもつ地上駅であり、駅舎はホームに面している。

## 駅周辺の施設等
- ドイ・クンターン国立公園（英語版）（当駅が登山口になっており、山頂まで約4.5キロメートルの遊歩道がある[2]。）

- ターチョンプー橋（1919年に完成したメータ川に架かる全長87.3mの橋梁。当駅と隣のターチョンプー駅との間に位置する、白色二連のコンクリートアーチ橋で、その美しさから当区間を紹介する際引き合いに出される事が多い。）